# Новая критика
«Новая критика» (англ. New Criticism) — течение в литературной критике середины XX века, разновидность формального метода в литературоведении.

## США
«Новая критика» в США сформировалась в 1930-е годы и стала доминирующей в 1940-50-е. Теоретические основы течения заложил Аллен Тейт и другие авторы, а своё название оно получило по книге Джона Рэнсома The New Criticism. Крайне важными для формирования концептуального аппарата стали эссе поэта-модерниста Томаса Стернза Элиотта «Традиция и индивидуальный талант» и «Гамлет и его проблемы».
Основным методом анализа текста с точки зрения «Новой критики» является медленное чтение — всестороннее раскрытие частного и общего смысла каждой фразы, исследование символики, образной системы и глубинных мотивов, заложенных автором в произведение.
Медленное чтение (или толкование текста, продолжение экзегетики) было основным предметом французских литературоведческих исследований, но в Соединенных Штатах эстетические проблемы и изучение современных поэтов были прерогативой неакадемических эссеистов и критиков, а не серьезных ученых. «Новая критика» изменила это. Хотя их интерес к текстологическим исследованиям поначалу встретил сопротивление со стороны старших ученых, методы «Новой критики» стали преобладать в американских университетах, пока в 1970-х годах им не бросили вызов феминизм и структурализм. Затем последовали другие школы критической теории, в том числе постструктурализм и деконструктивистская теория, «Новый историзм» и рецептивные исследования.
Хотя Новые критики никогда не были формальной группой, важным источником вдохновения для приверженцев этого направления стали работы Джона Рэнсома, Аллен Тейт, Клинт Брукс и Роберта Уоррена, которые сделали вклад в дальнейшее развитие этого направления. Действительно, для Пола Лотера, профессора американских исследований в Тринити-колледже, Новая критика - это возрождение дискурса южных аграриев. В своем эссе «Новая критика» Клинт Брукс отмечал, что «Новый критик, как и снарк, весьма неуловимый зверь», что означает отсутствие четких критериев или определенного манифеста, утверждавшего позиции школы «Новой критики». Тем не менее, в ряде работ представителей этой школы излагаются взаимосвязанные новые критические идеи.

### Критические оценки
Замкнутость «Новой критики» исключительно на литературном произведении и игнорирование личности автора и историко-социального контекста обусловило недостатки методологии и последующий кризис течения.
Представитель теоретической школы рецептивной эстетики Теренс Хоукс пишет, что фундаментальная техника медленного чтения основана на предположении, что «субъект и объект исследования — читатель и текст — являются стабильными и независимыми формами, а не продуктами бессознательного процесса означивания», предположение, которое он определяет как «идеологию либерального гуманизма», приписываемую сторонникам школы «Новой критики». Для Хоукса в идеале критик должен «[создавать] законченную работу, читая ее, а [не] оставаться просто инертным потребителем "готового" продукта».
Другое возражение против «Новой критики» состоит в том, что она ошибочно пытается превратить литературную критику в объективную науку или, по крайней мере, стремится «довести изучение литературы до состояния, конкурирующего с наукой». Одним из примеров этого является эссе Рэнсома «Критика, Инк.», в котором он утверждал, что «критика должна стать более научной, или точной и систематической». Литературовед-компаративист Рене Уэллек, однако, возражал против этой интерпретации, отмечая, что некоторые из Новых критиков изложили свою теоретическую эстетику в противовес «объективности» наук.

## Франция
«Новая критика» во Франции возникла в 1950-е годы и стала результатом применения в литературоведении принципов структурализма. Теоретические основы французского направления заложил Ролан Барт.
К началу 1970-х годов французская «Новая критика» сочетала в себе множество методологических направлений: анализ внутреннего строения произведений, особенностей поэтической речи, повествования и организации сюжета.